# Jacques-Antoine Dassier
Pour les articles homonymes, voir Dassier.
Jacques-Antoine Dassier, né à Genève le 13 novembre 1715 et mort à Copenhague le 2 novembre 1759, est un médailleur genevois.

## Biographie
Son père Jean Dassier, graveur de la République de Genève, l’envoie étudier chez Thomas Germain à Paris. Il étudie également à l’Académie royale de peinture et de sculpture[réf. nécessaire], puis se rend en Italie de 1737 à 1739 où il grave la médaille de Clément XII. 
En 1740, il se rend à Londres et grave une nouvelle série britannique.
En 1756, il devient graveur pour la Monnaie impériale à Saint-Pétersbourg et meurt à son retour de tuberculose, le 2 novembre 1759 à Copenhague. 